# Пікус Олена Семенівна
Олена Семенівна Пікус (рос. Пикус, Елена Семёновна) (нар. 18 вересня 1945, Новокузнецьк, Кемеровська область) — українська композиторка.

## Біографія
Дитинство Олена Семенівна провела в Кемерово, куди переїхала сім'я. Навчалася в центральній дитячій музичній школі № 1 за класом фортепіано, у 1967 році закінчила Кемеровське музичне училище за класом фортепіано (викладачі Е. Р. Гуляк, Д. Д. Чернишов).
Переїхавши в Донецьк, працювала концертмейстером у спортивній гімнастиці, хореографічної школи і Донецькому драматичному театрі.
З 1989 року як літератор їздила з виступами по містах Донецької області. У 1991 році працювала завідувачкою літературної частини Донецького драматичного театру.
З 1992 року викладає від Донецької єпархії «Православну етику» в семи дитячих садках (два від шахти ім. Засядька і п'ять — від заводу «Точмаш»). Одночасно в 1992-1995 роки працювала помічником протоієрея Михайла Олександровича в недільній школі єпархіального Свято-Нікольського собору м. Донецьк.

### Сім'я
Батько — Семен Зіновійович Пікус, інженер, начальник цеху азотно-тукового заводу; музикант-аматор, грав на слух на скрипці, арфі, балалайці, фортепіано, фісгармонії; поставив у заводському народному театрі оперу Рахманінова «Алеко».

## Творчість

### Композиторка
Перший музичний твір написала у п'ять років. Перші духовні піснеспіви написані в 1990-і роки. Для дитячих музичних шкіл випустила збірники фортепіанних п'єс «Від Різдва до Великодня» та «Богородичний цикл». Пише пісні для недільної школи Свято-Покровського храму м. Донецьк.
Видано 14 музичних збірок:
- «Романси» (2011)
- «Осіннє багаття» (2012)
- «Запалю свічу у душі я знов» (2014)
- п'єси для фортепіано
  - «Ранок на дачі» (2011)
  - «Дитячий альбом» (2012)
  - «Богородичний цикл» (2013)
  - «Від різдва до Великодня» (2015)
- «Пори року» (2015)
- «Біль моєї душі» (2014) — пісні, присвячені матері і вдові загиблого в Афганістані донеччанина А. Пластовця
- дитячі пісні та пісні для учнів недільних шкіл
  - «Музична скринька» (2010)
  - «Цвіркун» (2011)
  - «Пісні для недільної школи» (2012)
- «П'єси для флейти, віолончелі та скрипки» (2015)
- «Небесний хор» (2012) — духовні пісні
- балет «Світло русалонька» (2012).

Цикл романсів створений у співпраці з поетами літературного клубу «Лотос» при Донецькій обласній бібліотеці ім. Н. К. Крупської. У 2009 році в якості привітання до дня народження Леоніди Георгіївни були відправлені вірші поетів клубу «Лотос» і фортепіанна п'єса, написана О. С. Пікус і присвячена Леоніді Георгіївні. У відповідь на посвяту з Мадрида були надіслані дарчі фотографії царської сім'ї з автографами, які О. С. Пікус досі дбайливо зберігає.
Як виконавець своїх творів, О. С. Пікус бере участь у концертах, що проводяться в школах, музеях, бібліотеках і православних храмах міста Донецьк та Донецької області.

### Письменниця
У 1983 році випустила збірку повістей та оповідань «Де звуки музики...», в яку увійшла повість про піаніста, що приїхав в своє рідне місто зі столиці з концертом. Книга отримала позитивну оцінку професіоналів.